# Ли Цзе (стрелок)
Ли Цзе (кит. упр. 李杰, пиньинь Lǐ Jié, р.25 августа 1979) — китайский стрелок, призёр Олимпийских игр.

## Биография
Родился в 1979 году в Сиане. С 1992 года занялся стрельбой, в 1993 году вступил в сборную района Бацяо. В 1993—1999 годах выступал за сборную Шэньянского военного округа. В марте 1999 года вступил в национальную сборную.
В 2002 году Ли Цзе стал чемпионом Азиатских игр и серебряным призёром чемпионата мира. В 2004 году завоевал серебряную медаль Олимпийских игр в Афинах. В 2006 году вновь стал чемпионом Азиатских игр.